# Раміро Кастільйо
Раміро Кастільйо (ісп. Ramiro Castillo, 27 березня 1966, Корипата — 18 жовтня 1997, Ла-Пас) — болівійський футболіст, що грав на позиції півзахисника, зокрема за низку аргентинських «Архентінос Хуніорс», а також національну збірну Болівії.

## Клубна кар'єра
У дорослому футболі дебютував 1985 року виступами за команду «Зе Стронгест», в якій провів два сезони, після чого перебрався до Аргентини на запрошення  клубу «Інституто».
Виступав в Аргентині до 1994 року, встигнувши за цей час пограти також за «Архентінос Хуніорс», «Рівер Плейт», «Росаріо Сентраль» та «Платенсе» (Вісенте-Лопес). 1992 року та пізніше, протягом 1995–1996, знову захищав кольори «Зе Стронгест».
На початку 1997 року грав у Чилі за «Евертон» (Вінья-дель-Мар), після чого уклав контракт з «Боліваром», кольори якого захищав до своєї смерті восени того ж 1997 року.

## Виступи за збірну
1989 року дебютував в офіційних матчах у складі національної збірної Болівії.
У складі збірної був учасником розіграшу Кубка Америки 1989 року в Бразилії, розіграшу Кубка Америки 1991 року в Чилі, розіграшу Кубка Америки 1993 року в Еквадорі, чемпіонату світу 1994 року у США, а також домашнього для болівійців розіграшу Кубка Америки 1997 року, де разом з командою здобув «срібло».
Загалом протягом кар'єри в національній команді, яка тривала 9 років, провів у її формі 52 матчі, забивши 5 голів.

## Смерть
Влітку 1997 року втратив семирічного сина Хосе Мануеля через загострення гепатиту. Не зумів змиритися із втратою дитини і 18 жовтня того ж року був знайдений повішеним у власному будинку в Ла-Пасі.

## Титули і досягнення
- Срібний призер Кубка Америки: 1997